# Lucien Feuillade
Lucien Henri Feuillade est un militant anarchiste et poète français.

## Biographie
Lucien Feuillade est né à Courbevoie le 10 avril 1913. En 1937 il quitte le domicile de ses parents et s'installe 70, rue Nollet dans le quartier des Batignolles à Paris. Il se retira par la suite à Fontenay-sous-bois où il meurt le  12 juillet 2007.

### Anarchisme
Membre de l'Union anarchiste, il milite avec quelques amis de jeunesse, dont Charles Ridel, Charles Carpentier, Félix Guyard, Robert Léger, au sein de la fraction communiste-libertaire qui propose une autre voie que le Front populaire.
En 1938, il participe à la création de la revue anarchiste Révision afin de concurrencer Le Libertaire. Il y écrit souvent sous le pseudonyme de Luc Daurat. La revue défend les prises de position du groupe des Amis de Durruti.

### Poésie
Il publia une grande partie de son œuvre à compte d'éditeurs, celle-ci portait la mention ironique Ce n’est rien.
Dans Pour la cendre d'Helene (1942) et dans ses autres recueils - qu'il ne signe pas toujours ou signe d'un pseudonyme sans lendemain - alternent les stances malherbiennes, les resurgences valeryennes, un fantaisisme et un humour noir a la Corbiere:
Je sortirai de mon veuvage
Retouche par le temps,
Le nez au milieu du visage,
Oh! ca me plairait tant!
Il était correcteur d'imprimerie.

## Prix littéraires
- 1949 : prix Gérard de Nerval  pour La cendre d’Hélène, le jury de poètes est alors présidé par Francis Carco (auteur de Jésus-la-Caille)[5].
- 1951 : Prix Alfred-de-Pontécoulant pour La cendre d’Hélène[6].
- 1984 : Prix Paul Verlaine[7].